# Sachin (stato)
Lo Stato di Sachin fu uno stato principesco del subcontinente indiano, avente per capitale la città di Sachin.

## Storia
Lo stato di Sachin venne fondato il 6 giugno 1791. Anche se l'85% della popolazione era di fede induista, lo stato incorporava anche minoranze di musulmani sunniti. La dinastia Sidi, di origine africana, governava lo stato sin dalle sue origini.
Lo stato di Sachin fu sotto la protezione dei pascià Maratha sino a quando nell'Ottocento non divenne un protettorato britannico. Lo stato andò in bancarotta nel 1829 e nuovamente tra il 1835 ed il 1864 e pertanto esso passò sotto amministrazione civile inglese. Disponeva di un proprio esercito e di una banda di stato che includeva molti elementi africani.
Fatima Begum (1892 - 1983), una delle prime superstar del cinema indiano e prima regista donna indiana, sposò il nawab sidi Ibrahim Muhammad Yakut Khan III dello stato di Sachin, anche se il matrimonio per le convenzioni dell'epoca non venne accettato facilmente e pertanto esso non venne mai ufficialmente registrato, mentre vennero riconosciuti i loro figli Sultana, Zubeida e Shehzadi.
Sultana divenne poi una delle figure chiave del panorama del cinema indiano come la madre. Zubeida, intraprese anch'essa la carriera di attrice divenendo protagonista del primo film sonoro indiano Alam Ara (1931).
Il nawab sidi Ibrahim Muhammad Yakut Khan III, ultimo regnante dello stato di Sachin, siglò l'ingresso nell'Unione Indiana l'8 marzo del 1948. Lo stato divenne parte del distretto di Surat nella Provincia di Bombay.
Dopo l'Unione, Zubaida scelse di rimanere in India, mentre sua sorella Sultana si trasferì in Pakistan dove si sposò ed ebbe una figlia, Jamila Razzaq, che divenne una nota attrice pakistana degli anni '50 e '60.

## Governanti
I governanti dello stato di Sachin State portarono il titolo di Nawab e venne loro garantito il saluto con 9 colpi di cannone a salve nelle occasioni ufficiali.

### Nawab
- 6 giugno 1791 -  9 luglio 1802  Abdul Karim Mohammad Yakut Khan I  (n. 17.. - m. 1802)
- 9 luglio 1802 – 25 marzo 1853  Ibrahim Mohammad Yakut Khan I      (n. 1853)
- 25 marzo 1853 –  1 dicembre 1868  Abdul Karim Mohammad Yakut Khan II (n. 1802 - m. 1868)
- 1 dicembre 1868 –  4 marzo 1873  Ibrahim Mohammad Yakut Khan II     (n. 1833 - m. 1873)
- 4 marzo 1873 -  7 gennaio 1887  Abdul Kadir Khan                   (n. 1865 - m. 1896)
- 4 marzo 1873 - luglio 1886     .... -reggente
- 7 febbraio 1887 – 19 novembre 1930  Ibrahim Mohammad Yakut Khan III    (n. 1886 - m. 1930)
- 7 febbraio 1887 -  4 maggio 1907  .... -reggente
- 19 novembre 1930 – 15 agosto 1947  Haydar Mohammad Yakut Khan         (n. 1909 - m. 1970)